# Antonivka, Teofipol
Antonivka (în ucraineană Антонівка) este un sat în comuna Ciovhuziv din raionul Teofipol, regiunea Hmelnîțkîi, Ucraina.

## Demografie
Componența lingvistică a localității Antonivka
     Ucraineană (94,74%)
     Rusă (5,26%)
Conform recensământului din 2001, majoritatea populației localității Antonivka era vorbitoare de ucraineană (94,74%), existând în minoritate și vorbitori de rusă (5,26%).